# Wereldkampioenschappen veldlopen 2004
De 32e IAAF wereldkampioenschappen veldlopen vonden plaats op 20 en 21 maart in Brussel. Het wedstrijdparkoers was uitgezet in het Ossegempark.
In totaal namen er 673 atleten uit 72 landen deel.

## Mannen

### Lange cross (12 km), 21 maart 2004
| Plaats | Naam                        | Land | Tijd  |
| ------ | --------------------------- | ---- | ----- |
| 1      | Kenenisa Bekele             | ETH  | 35.52 |
| 2      | Gebre-egziabher Gebremariam | ETH  | 36.10 |
| 3      | Sileshi Sihine              | ETH  | 36.11 |
| 4      | Eliud Kipchoge              | KEN  | 36.34 |
| 5      | Charles Kamathi             | KEN  | 36.36 |
| 6      | Zersenay Tadese             | ERI  | 36.37 |
| 7      | Fabiano Joseph              | TAN  | 36.49 |
| 8      | Yibeltal Admassu            | ETH  | 36.52 |
| 9      | Yonas Kifle                 | ERI  | 36.53 |
| 10     | Wilberforce Talel           | KEN  | 37.01 |

Landenrangschikking: 1 Ethiopië, 2 Kenia, 3 Eritrea.

### Korte cross (4 km), 20 maart 2004
| Plaats | Naam                        | Land | Tijd  |
| ------ | --------------------------- | ---- | ----- |
| 1      | Kenenisa Bekele             | ETH  | 11.31 |
| 2      | Gebre-egziabher Gebremariam | ETH  | 11.36 |
| 3      | Terefe Maregu Zewdie        | ETH  | 11.42 |
| 4      | Ahmad Abdullah              | QAT  | 11.44 |
| 5      | Saif Saaeed Shaheen         | QAT  | 11.44 |
| 6      | Eliud Kirui                 | KEN  | 11.45 |
| 7      | Isaac Songok                | KEN  | 11.45 |
| 8      | Sultan Khamis Zaman         | QAT  | 11.50 |
| 9      | Craig Mottram               | AUS  | 11.51 |
| 10     | Adil Kaouch                 | MAR  | 11.56 |

Landenrangschikking: 1 Ethiopië, 2 Qatar, 3 Kenia.

### Junioren (8 km), 21 maart 2004
| Plaats | Naam               | Land | Achterstand |
| ------ | ------------------ | ---- | ----------- |
| 1      | Meba Tadesse       | ETH  | 24.01       |
| 2      | Boniface Kiprop    | UGA  | 24.03       |
| 3      | Ernest Meli Kimeli | KEN  | 24.16       |
| 4      | Barnabas Kosgei    | KEN  | 24.24       |
| 5      | Mulugeta Wendimu   | ETH  | 24.44       |
| 6      | Hosea Macharinyang | KEN  | 24.51       |
| 7      | Ronald Rutto       | KEN  | 25.04       |
| 8      | Moses Aliwa        | UGA  | 25.08       |
| 9      | Tessema Absher     | ETH  | 25.12       |
| 10     | Yirefu Birhanu     | ETH  | 25.18       |

Landenrangschikking: 1 Kenia, 2 Ethiopië, 3 Oeganda.

## Vrouwen

### Lange cross (8 km), 20 maart 2004
| Plaats | Naam             | Land | Tijd  |
| ------ | ---------------- | ---- | ----- |
| 1      | Benita Johnson   | AUS  | 27.17 |
| 2      | Ejegayehu Dibaba | ETH  | 27.29 |
| 3      | Werknesh Kidane  | ETH  | 27.34 |
| 4      | Alice Timbilil   | KEN  | 27.36 |
| 5      | Teyiba Erkesso   | ETH  | 27.43 |
| 6      | Lornah Kiplagat  | NED  | 27.56 |
| 7      | Eunice Chepkorir | KEN  | 27.59 |
| 8      | Émilie Mondor    | CAN  | 28.01 |
| 9      | Fridah Domongole | KEN  | 28.03 |
| 10     | Sally Barsosio   | KEN  | 28.08 |

Landenrangschikking: 1 Ethiopië, 2 Kenia, 3 Groot-Brittannië.

### Korte cross (4 km), 21 maart 2004
| Plaats | Naam               | Land | Tijd  |
| ------ | ------------------ | ---- | ----- |
| 1      | Edith Masai        | KEN  | 13.07 |
| 2      | Tirunesh Dibaba    | ETH  | 13.09 |
| 3      | Teyiba Erkesso     | ETH  | 13.11 |
| 4      | Werknesh Kidane    | ETH  | 13.14 |
| 5      | Isabella Ochichi   | KEN  | 13.18 |
| 6      | Olga Romanova      | RUS  | 13.19 |
| 7      | Peninah Chepchumba | KEN  | 13.22 |
| 8      | Vivian Cheruiyot   | KEN  | 13.23 |
| 9      | Jane Wanjiku       | KEN  | 13.23 |
| 10     | Ejegayehu Dibaba   | ETH  | 13.23 |

Landenrangschikking: 1 Ethiopië, 2 Kenia, 3 Canada.

### Junioren (6 km), 20 maart 2004
| Plaats | Naam                | Land | Achterstand |
| ------ | ------------------- | ---- | ----------- |
| 1      | Meselech Melkamu    | ETH  | 20.48       |
| 2      | Aziza Aliyu         | ETH  | 20.53       |
| 3      | Mestawat Tadesse    | ETH  | 20.56       |
| 4      | Workitu Ayanu       | ETH  | 20.59       |
| 5      | Chemutai Rionotukei | KEN  | 21.04       |
| 6      | Jebichi Yator       | KEN  | 21.05       |
| 7      | Yenealem Ayano      | ETH  | 21.05       |
| 8      | Bao Guiying         | CHN  | 21.05       |
| 9      | Gladys Chemweno     | KEN  | 21.13       |
| 10     | Hitomi Miyai        | JPN  | 21.15       |

Landenrangschikking: 1 Ethiopië, 2 Kenia, 3 Japan.
1973 · 
1974 · 
1975 · 
1976 · 
1977 · 
1978 · 
1979 · 
1980 · 
1981 · 
1982 · 
1983 · 
1984 · 
1985 · 
1986 · 
1987 · 
1988 · 
1989 · 
1990 · 
1991 · 
1992 · 
1993 · 
1994 · 
1995 · 
1996 · 
1997 · 
1998 · 
1999 · 
2000 · 
2001 · 
2002 · 
2003 · 
2004 · 
2005 · 
2006 · 
2007 · 
2008 · 
2009 · 
2010 · 
2011 · 
2013 · 
2015 · 
2017 · 
2019 · 
2023 · 
2024